# Георгіївська сільська рада
| Георгіївська сільська рада — колишній орган місцевого самоврядування у Приазовському районі Запорізької області з адміністративним центром у с. Георгіївка. Історична дата утворення: в 1991 році. Водоймища на території, підпорядкованій даній раді: р. Акчокрак. Сільській раді були підпорядковані населені пункти: - с. Георгіївка |

## Склад ради
Рада складалася з 12 депутатів та голови.

### Керівний склад ради
| ПІБ                        | Основні відомості                                                    | Дата обрання | Дата звільнення |
| -------------------------- | -------------------------------------------------------------------- | ------------ | --------------- |
| Гайдаржи Степан Степанович | Сільський голова, 1965 року народження, освіта, член Партії регіонів | 26.03.2006   | 31.10.2010      |

Примітка: таблиця складена за даними джерела